# Ampelocera ruizii
Ampelocera ruizii là một loài thực vật có hoa trong họ Ulmaceae. Loài này được Klotzsch mô tả khoa học đầu tiên năm 1847.